# ذكرى الزفاف

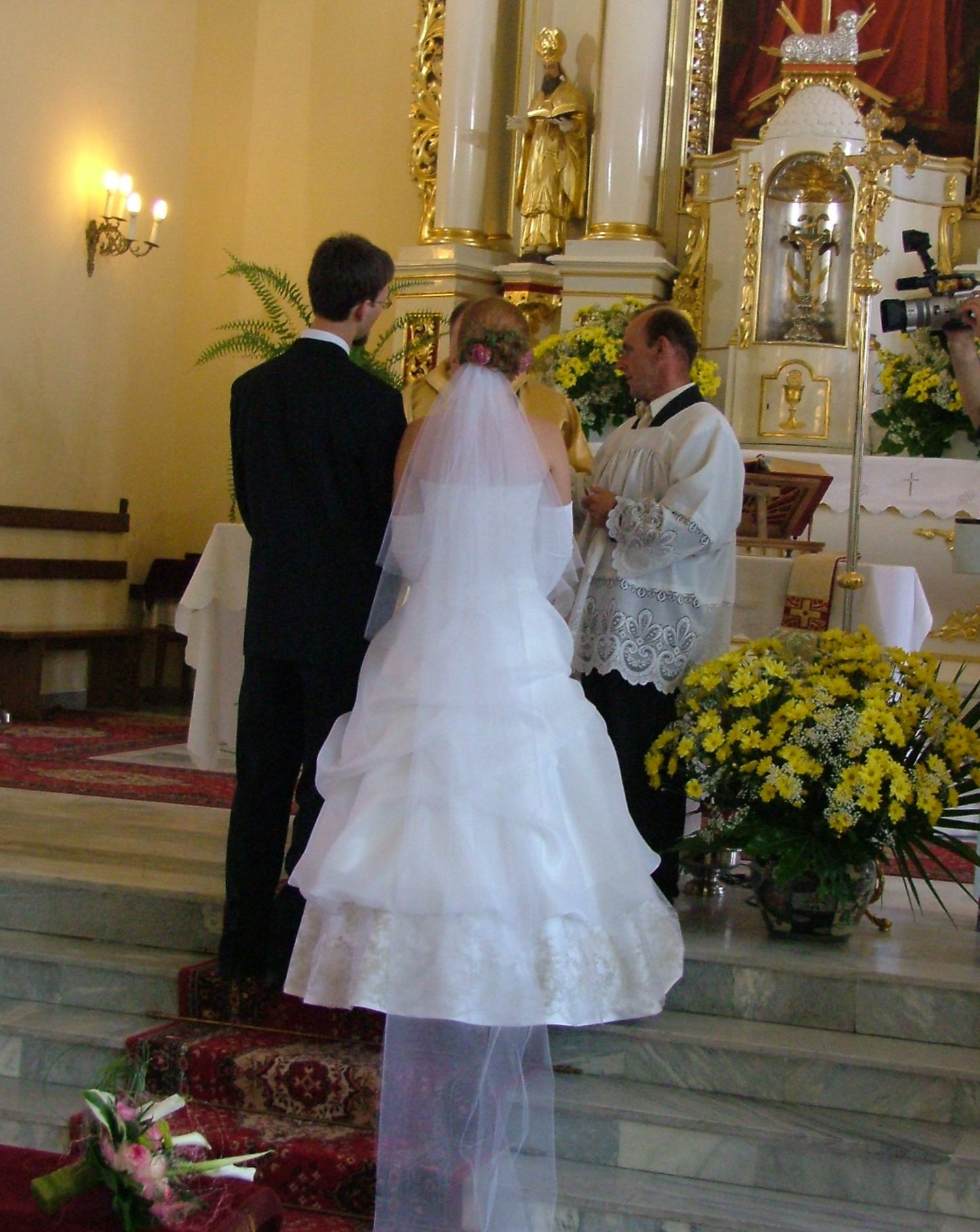

ذكرى الزفاف هي ذكرى للاحتفاء بمرور سنة أو مدة زمنية معينة على الزفاف. تختلف أساليب الاحتفاء بتلك المناسبة حسب الثقافات.
عند مرور 25 سنة على تلك المناسبة تسمى ذكرى فضية للزفاف؛ أما عند مرور 50 سنة فيطلق على المناسبة الذكرى الذهبية للزفاف. كما توجد أسماء أخرى حسب الفترة الزمنية في ثقافات مختلفة.